# Diätenerhöhung im hessischen Landtag 1988
Der Versuch der Diätenerhöhung im hessischen Landtag 1988 endete mit der Rücknahme des betreffenden Gesetzes durch den Hessischen Landtag und dem Rücktritt des Landtagspräsidenten und eines seiner Stellvertreter.

## Die Diätenerhöhung
Im Frühjahr 1988 beschloss der Hessische Landtag mit den Stimmen der CDU, SPD und FDP eine Neuregelung der Abgeordnetenentschädigungen. Lediglich die Abgeordneten der Grünen stimmten gegen das Gesetz. Die Neuregelung umfasste erhebliche Erhöhungen der Diäten und der Altersrenten, nachdem diese einige Jahre nicht angepasst worden waren.
Die Grund-Diäten sollten nun 6500 DM betragen. Für den Rest der Legislativperiode sollten die Diäten jährlich um 8 % steigen. Die steuerfreie Kostenpauschale wurde auf maximal 5400 DM angehoben.

## Proteste gegen die Diätenerhöhung
Im Auftrag des Steuerzahlerbundes veröffentlichte der Parteienkritiker Hans Herbert von Arnim eine Studie, in der er eine Reihe von Kritikpunkten äußerte. So kritisierte er die fehlende Transparenz des Gesetzgebungsverfahrens, die vorgesehene automatische Steigerung der Diäten und die Erhöhung selbst. Teilaspekte bewertete er als verfassungsrechtlich bedenklich. Dies galt insbesondere für mögliche Doppelversorgungen von Abgeordneten, die im Laufe ihrer politischen Karriere als Bürgermeister oder Landräte Versorgungsanwartschaften erworben hatten.
In der Folge kam es zu einer massiven politischen Debatte in der Öffentlichkeit und den Parteien. Die Grünen drohten mit einer Verfassungsklage, die Berichterstattung in den Medien war durchgängig kritisch.

## Rücktritte und Rücknahme des Gesetzes
Auch in den Fraktionen reagierte man auf die heftige Kritik. Ministerpräsident Walter Wallmann (CDU), der an der Abstimmung über die Diäten nicht teilgenommen hatte, trat in der CDU-Fraktion dafür ein, die Diäten auf dem alten Stand festzuschreiben. In der SPD-Fraktion stand insbesondere die fehlende Transparenz des Verfahrens in der Kritik.
Am 19. Juli 1988 trat der Vizepräsident des Landtages Erwin Lang (SPD) von seinem Amt zurück und legte zum Ende des Monats sein Landtagsmandat nieder. Kurz darauf gab auch Landtagspräsident Jochen Lengemann auf und trat zurück.
Am 28. Juli 1988 hob der Hessische Landtag die im Februar 1988 verabschiedete Diätenerhöhung wieder auf.